# Alles ist erleuchtet (Roman)
Alles ist erleuchtet (englisch: Everything Is Illuminated) ist der 2002 erschienene erste Roman des US-amerikanischen Schriftstellers Jonathan Safran Foer. Das Buch wurde von Dirk van Gunsteren ins Deutsche übersetzt und 2003 bei Kiepenheuer & Witsch veröffentlicht. 2005 entstand auf Basis der Romanvorlage ein gleichnamiger Film mit Elijah Wood und Eugene Hütz in den Hauptrollen.

## Handlung
Die Hauptperson des Romans, Jonathan Safran Foer, ein junger Jude aus den USA, reist in die Ukraine, um Augustine zu finden, die Frau, die seinem Großvater das Leben rettete, als die Nazis 1941 die Bewohner von dessen Heimatort, des Stetls Trachimbrod, ermordeten. Mit Landkarten, Zigaretten und einem Foto des Großvaters mit Augustine ausgerüstet, unternimmt Jonathan zusammen mit dem Ukrainer Alexander Alex Perchov eine abenteuerliche Reise durch das Land. Alex wird bald Jonathans Freund und er liebt die US-amerikanische Popkultur, auch wenn er recht altmodische Vorstellungen davon hat. Er arbeitet als Jonathans privater Reiseführer und Übersetzer, obwohl seine Englisch-Kenntnisse nicht besonders gut sind. Alex’ angeblich blinder Großvater ist der Fahrer des Autos, in dem auch der „Blindenhund“ Sammy Davis Junior Junior, der eigentlich eine Hündin ist, mitfährt. Jonathan hat eine Hundephobie, außerdem ist er Vegetarier.

## Rezeption
Die Rezensionen für Foers Debüt fielen sehr positiv aus. Die Kritiker lobten besonders, wie gekonnt Foer verschiedene Handlungsstränge miteinander verknüpft. Zum einen wird die märchenhaft wirkende Geschichte Trachimbrods und seiner früheren Bewohner erzählt, zum anderen geht es um die handlungsgetriebene Darstellung der abenteuerlichen Suche nach dem Ort in der Gegenwart. In einem dritten Erzählstrang blickt Alex in Briefen zurück auf die gemeinsame Reise, wobei die Erlebnisse lustig verdreht und ironisch gebrochen wiedergegeben werden. Trotz der komplexen Erzählweise und der traurigen Geschichte sei der Roman sehr unterhaltsam, schrieben die Kritiker. „Das ist so witzig und gescheit, mit so viel Komik und einem Übermaß an klein verpackter großer Weisheit gemacht, dass man sich gelegentlich fragt, wie das einem so jungen Autor überhaupt passieren konnte“, hieß es beispielsweise in der Rezension der Wochenzeitung Die Zeit. „Ein Debüt, wie es lange keines gegeben hat: In seinem Roman“Alles ist erleuchtet„vollbringt Jonathan Safran Foer das Wunder der erfundenen Erinnerung“, lobte die Frankfurter Allgemeine Zeitung.

## Auszeichnungen
- 2001 National Jewish Book Award
- 2002 Guardian First Book Award
- 2002 New York Times Bestseller
- 2002 Amazon.com Best Books
- 2003 Young Lions Fiction Award
- 2004 PEN/Robert W. Bingham Prize
- 2007 Pajiba's Best Books of the Generation, Platz 8

## Adaptionen

### Verfilmung
- Alles ist erleuchtet (USA 2005, Regie: Liev Schreiber)

### Hörspiele
- Alles ist erleuchtet (SWR 2004, Regie: Leonhard Koppelmann)

### Theater
- Alles ist erleuchtet. Bühnenfassung von Thomas Ladwig und Jana Zipse. Grillo-Theater, Essen, Spielzeit 2014/15